# Commissione per gli affari esteri del Parlamento europeo
La commissione per gli affari esteri (AFET, abbreviazione del francese affaires étrangères) è una commissione permanente del Parlamento europeo, che si occupa della politica estera dell'Unione europea. Ha 73 membri ed è l'unica commissione parlamentare europea ad avere delle sottocommissioni: una per i diritti dell'uomo e una per la sicurezza e la difesa.
È considerata una commissione prestigiosa, spesso scelta da eurodeputati con carriere politiche nazionali significative, anche se ha scarsa influenza sul procedimento legislativo dell'UE, avendo un ruolo più che altro di supervisione. Dopo l'istituzione dell'Alto rappresentante dell'Unione per gli affari esteri e la politica di sicurezza nel 2009 ne è diventato la principale interfaccia parlamentare, e ha avuto un ruolo significativo nell'entrata in funzione del Servizio europeo per l'azione esterna nel 2010.

## Competenze
In base al regolamento del Parlamento europeo la commissione per gli affari esteri è la:
1. la politica estera e di sicurezza comune (PESC) e la politica di sicurezza e di difesa comune (PSDC); in tale contesto la commissione è assistita da una sottocommissione per la sicurezza e la difesa;
2. le relazioni con le altre istituzioni e organi dell'Unione, con l'ONU e con le altre organizzazioni internazionali e assemblee interparlamentari per le questioni che rientrano nelle sue competenze;
3. la supervisione del Servizio europeo per l'azione esterna;
4. il rafforzamento delle relazioni politiche con i paesi terzi attraverso programmi di cooperazione e di assistenza globali o attraverso accordi internazionali quali gli accordi di associazione e di partenariato;
5. l'apertura, il monitoraggio e la conclusione dei negoziati relativi all'adesione di Stati europei all'Unione;
6. l'intera legislazione, programmazione e supervisione delle azioni svolte nel quadro dello Strumento europeo per la democrazia e i diritti dell'uomo, dello Strumento europeo di vicinato, dello Strumento di assistenza di preadesione, dello Strumento inteso a contribuire alla stabilità e alla pace e dello Strumento di partenariato per la cooperazione con i paesi terzi, nonché le politiche a loro sostegno;
7. la supervisione e il seguito, tra l'altro, della politica europea di vicinato (PEV), in particolare per quanto riguarda le relazioni annuali sui progressi compiuti nell'ambito della PEV;
8. le questioni concernenti la democrazia, lo stato di diritto, i diritti dell'uomo, compresi i diritti delle minoranze, nei paesi terzi e i principi del diritto internazionale; in questo contesto la commissione è assistita da una sottocommissione per i diritti dell'uomo che dovrebbe garantire la coerenza tra tutte le politiche esterne dell'Unione e la sua politica in materia di diritti umani; fatte salve le disposizioni pertinenti, alle riunioni della sottocommissione sono invitati membri di altre commissioni ed organi dotati di competenze in questo settore.
9. la partecipazione del Parlamento alle missioni di osservazione elettorale, ove opportuno in cooperazione con altre commissioni e delegazioni interessate.

La commissione assicura il controllo politico e il coordinamento dei lavori delle commissioni parlamentari miste e delle commissioni parlamentari di cooperazione nonché delle delegazioni interparlamentari e delle delegazioni ad hoc che rientrano nelle sue attribuzioni.»
(Regolamento del Parlamento europeo, Allegato V: Attribuzioni delle commissioni parlamentari permanenti, art. I.)

## Sottocommissione per i diritti dell'uomo
La sottocommissione per i diritti dell'uomo (DROI), oltre che di diritti umani, si occupa di protezione della democrazia e delle minoranze, anche al di fuori del territorio dell'Unione europea.

## Sottocommissione per la sicurezza e la difesa
La sottocommissione per la sicurezza e la difesa (SEDE) assiste la commissione AFET per quanto riguarda politica estera e di sicurezza comune (PESC) e politica di sicurezza e di difesa comune (PSDC).
10 membri della SEDE formano la DNAT, la delegazione del Parlamento europeo presso l'assemblea parlamentare della NATO.

## Presidenti
| Presidente                | Nazionalità | Gruppo | Periodo                        |
| ------------------------- | ----------- | ------ | ------------------------------ |
| Emilio Colombo            | Italia      | PPE    | luglio 1979 – aprile 1980      |
| Mariano Rumor             | Italia      | PPE    | aprile 1980 – luglio 1984      |
| Roberto Formigoni         | Italia      | PPE    | luglio 1984 – gennaio 1987     |
| Sergio Ercini             | Italia      | PPE    | gennaio 1987 – luglio 1989     |
| Giovanni Goria            | Italia      | PPE    | luglio 1989 – febbraio 1991    |
| Maria Luisa Cassanmagnago | Italia      | PPE    | febbraio 1991 – gennaio 1992   |
| Enrique Barón Crespo      | Spagna      | PSE    | gennaio 1992 – luglio 1994     |
| Abel Matutes              | Spagna      | PPE    | luglio 1994 – gennaio 1997     |
| Tom Spencer               | Regno Unito | PPE    | gennaio 1997 – luglio 1999     |
| Elmar Brok                | Germania    | PPE    | luglio 1999 – febbraio 2007    |
| Jacek Saryusz-Wolski      | Polonia     | PPE    | febbraio 2007 – luglio 2009    |
| Gabriele Albertini        | Italia      | PPE    | luglio 2009 – gennaio 2012     |
| Elmar Brok                | Germania    | PPE    | gennaio 2012 – 18 gennaio 2017 |
| David McAllister          | Germania    | PPE    | 24 gennaio 2017 –              |